# Hugo Pessoa
Hugo Pessoa (São Paulo, 31 de outubro de ) é um diretor de vídeo, roteirista, designer e publicitário brasileiro.
Iniciou sua carreira dirigindo vídeos e DVDs evangélicos. Fez parte, durante certo período, da banda GerD e foi VJ do programa ClipRIT, da Rede Internacional de Televisão (RIT). Sua obra ganhou maior notoriedade em 2008, quando dirigiu o DVD Ao Vivo no Maracanãzinho, de Trazendo a Arca, que venceu o prêmio de Melhor DVD no Troféu Talento em 2009. Sua obra também ficou marcada pela direção do DVD D.D.G. Experience, da banda de rock Oficina G3, que recebeu indicação no Troféu Promessas 2011. Em 2013, o clipe da música "Nosso Deus", do cantor Gui Rebustini, também dirigido por Hugo, ganhou o Troféu Promessas na categoria Melhor videoclipe.
Mais tarde, depois de trabalhar com artistas evangélicos como Trazendo a Arca, Oficina G3, Leonardo Gonçalves, Livres para Adorar, Aline Barros e Heloisa Rosa, Hugo Pessoa passou a trabalhar com outros músicos. O diretor assinou videoclipes e DVDs de artistas como Atitude 67, Rosa de Saron, Inimigos da HP, João Bosco & Vinícius e Eduardo Costa.

## DVDs dirigidos
- 2005: FDH4 - Filhos do Homem
- 2005: Nunca Pare de Lutar - Ludmila Ferber[16]
- 2005: Toque no Altar e Restituição - Toque no Altar
- 2006: Coragem - Ludmila Ferber[16]
- 2006: Rocha Minha - Canto do Céu[17]
- 2007: Sou Diferente - Rebeca Nemer
- 2007: Show Fidelidade - Vanilda Bordieri
- 2007: Viver e Cantar - Leonardo Gonçalves
- 2007: Profético - André Mattos
- 2008: Pérolas da Adoração - Ludmila Ferber[16]
- 2008: Ao Vivo no Maracanãzinho - Trazendo a Arca[2]
- 2010: D.D.G. Experience - Oficina G3[6]
- 2010: Andando Sobre as Águas - Renascer Praise
- 2010: Pra que outros possam Viver - Livres para Adorar[1]
- 2011: No Caminho do Milagre - Davi Sacer[18]
- 2011: Eletro Acústico 3 - Paulo César Baruk[19]
- 2013: Mais um Dia - Ao Vivo - Livres para Adorar
- 2013: Princípio - Leonardo Gonçalves
- 2014: Ao Vivo em São Paulo - Heloisa Rosa
- 2015: O Maior Troféu - Damares
- 2015: Histórias e Bicicletas - Oficina G3
- 2015: Meu Abrigo - Davi Sacer
- 2015: Segredos - Ziza Fernandes
- 2016: Criador do Mundo ao Vivo - Daniela Araújo
- 2016: Até Transbordar - Gabriela Rocha
- 2018: ImaginAline - Aline Barros

## Clipes dirigidos
- 2008: "Muda-me" - Trazendo a Arca
- 2009: "Incondicional" - Oficina G3
- 2010: "Regininha" - Inimigos da HP[13]
- 2011: "Quando o Mundo cai ao meu redor" - Livres para Adorar[20]
- 2011: "O Ladrão em mim" - Livres para Adorar[21]
- 2011: "Guia-me" - Daniela Araújo[22]
- 2011: "Tempo" - Daniela Araújo[23]
- 2012: "Milímetro" - Daniela Araújo
- 2012: "Novo" - Leonardo Gonçalves
- 2012: "Nosso Deus" - Gui Rebustini[8][9]
- 2013: "Sublime" - Leonardo Gonçalves
- 2014: "Algoritmo"- Rosa de Saron
- 2014: "Saudade de Você" - Zé Felipe
- 2014: "Amiga Linda" - João Bosco & Vinícius
- 2015: "Quando tiver Sessenta"- Rosa de Saron
- 2015: "Água Viva" - Oficina G3
- 2017: "Deus sabe, Deus ouve, Deus vê" - Leonardo Gonçalves
- 2018: "Tudo ao Contrário" - Atitude 67[11]